# Igreja Matriz de São José (São José)
A Igreja Matriz de São José é uma igreja católica histórica localizada no Centro de São José, Santa Catarina, no Brasil. Foi inaugurada em meados de 1755 como uma pequena capela, e dez anos depois começou a construção da Matriz. A paróquia de São José foi criada em 1750.
A igreja recebeu um grande auxílio financeiro do Imperador Dom Pedro II e da Imperatriz Teresa Cristina durante a visita imperial a São José, em 1845, permitindo reconstruir o prédio, cuja torre desabaria no ano seguinte.
Obras de recuperação foram feitas em 1968, 1969 e 1988, Em 2009 foi iniciada uma restauração, inaugurada em 2014.